# Anonychia
Anonychia is een geslacht van vlinders van de familie spanners (Geometridae), uit de onderfamilie Ennominae.

## Soorten
- A. apora Wehrli, 1937
- A. diversilinea Warren, 1897
- A. latifasciaria Leech, 1897
- A. lativitta Moore, 1888
- A. psara Wehrli, 1937
- A. rhabdota Wehrli, 1937
- A. rostrifera Warren, 1888
- A. strebla Prout, 1926
- A. trifasciata Hampson, 1902
- A. trinasuta Wehrli, 1937
- A. violacea Moore, 1888